# Őrtilos, Somogy
Őrtilos  este un sat în districtul Csurgó, județul Somogy, Ungaria, având o populație de 532 de locuitori (2011). 

## Demografie
Componența etnică a satului Őrtilos
     Maghiari (90,6%)
     Romi (9,4%)
Componența confesională a satului Őrtilos
     Fără religie (5,45%)
     Reformați (2,82%)
     Necunoscută (91,17%)
     Atei (0,56%)
Conform recensământului din 2011, satul Őrtilos avea 532 de locuitori. Din punct de vedere etnic, majoritatea locuitorilor (90,6%) erau maghiari, cu o minoritate de romi (9,4%). Nu există o religie majoritară, locuitorii fiind persoane fără religie (5,45%) și reformați (2,82%). Pentru 91,17% din locuitori nu este cunoscută apartenența confesională.